# Mont Humphreys
|  | No s'ha de confondre amb Humphreys Peak. |

El mont Humphreys és una muntanya de Sierra Nevada, a l'estat de Califòrnia, Estats Units. Amb 4.265 msnm, és el 13è cim més alt de Califòrnia i el cim més alt de la zona de Bishop. La muntanya va ser batejada pel California Geological Survey el 1873 en record a Andrew A. Humphreys, l'enginyer en cap de l'exèrcit dels Estats Units en aquell moment. La primera ascensió del cim la van fer Edward C. Hutchinson i James S. Hutchinson el 1904.